# CiSTm K0nFLiqT...
『CiSTm K0nFLiqT...』（システム・コンフリクト）は、日本のロックバンドであるTHE MAD CAPSULE MARKETSの10枚目のアルバム。
アルバム『DIGIDOGHEADLOCK』（1997年）、『OSC-DIS』（1999年）、『010』（2001年）の路線を踏襲した作品。デジタルハードコア路線としても円熟期に差し掛かり、同バンドのスタイルが完全に確立している。
ホーユー「メンズビューティーン」のコマーシャルソングとして使用された他、テレビ番組でも使用された先行シングル「SCARY -Delete streamin' freq. from fear side-」を収録しており、一般にも認知度が高まってきていた時期の作品。
その後にベストアルバムのリリースはあったが、同バンドは2006年に活動休止したために本作が最後のオリジナルアルバムとなっている。

## 背景
ライブアルバム『020120』（2002年）リリース後、同年8月17日には石狩湾新港樽川ふ頭野外特設ステージにて開催されたイベントライブ「RISING SUN ROCK FESTIVAL2002」に参加、9月3日にはレンチやBALZACと共に代々木公園にて「FREE LIVE」を開催し、約1万人を動員した。
その後9月25日のクラブチッタ川崎を皮切りに、10月18日の赤坂BLITZまで9都市全10公演におよぶライブツアー「020120JAPAN TOUR」を開催。同ツアーにはスリップノットのシド・ウィルソンがDJとして参加した。
10月26日には初のライブDVD『020120』をリリース。11月4日にはイギリスにて限定7インチシングル「ALL THE TIME IN SUNNY BEACH/GOOD GIRL」をリリースした他、同時期にアメリカ合衆国にてアルバム『OSC-DIS』（1999年）とDVD『OSC-DIS VIDEO』（2000年）を2枚組にしてリリースした。またこれと時を前後して、サンフランシスコ、ロサンゼルス、ニューヨーク、ブルックリンを巡るライブツアー「US SHORT TOUR」を開催した。
2003年に入り、3月3日には前作『010』（2001年）を欧州にてリリース、時期を同じくしてイギリス、オランダを巡るライブツアー「EU HEAD LINER TOUR」を開催した。各会場は1500人程度のキャパシティとなっていたが、全公演ソールドアウトとなった。
6月22日、23日にはミレニアム・ドームにて開催された、Kerrang! Snickers主催のイベントライブ「GAME ON」にヘッドライナーとして参加、7月26日には新潟県湯沢町苗場スキー場にて開催されたイベントライブ「FUJI ROCK FESTIVAL'03」に参加した。

## 録音
レコーディングは2003年から2004年にかけて、デストロイダースタジオおよびイニックレコーディングホステリーにて行われた。
本作の歌詞に関してKYONOは「もっとわかりやすく伝えるようにと意識しました」と語り、音に関しては「音の面でも、〈くる〉感じ、突き刺さる感じを意識して。開放感っていうんですかね、そういうところに重きを置くのを理想にしてたんです」と語っている。その他にも「トラックとシンセと生もののミックスが上手くいったアルバムだと思う。歌的にも、初めて自分達のスタジオで歌を録ったってこともあって、すごいレコーディングが充実してた」とも語っている。
また本作は「平和」がテーマになっているとKYONOは語り、当時マンチェスターに滞在していたKYONOは日本国外での活動が大きく影響し、イラク戦争に反対する学生たちによるデモ行進を目撃した事等が衝撃的であったと語っている。また、「日本だけでやってたときとは明らかに考え方が違う」と述べ、「海外でライヴをやって、言葉が通じないのに共感してくれたっていうのがいちばん大きいですね。やっぱり音楽って凄いなっていうのを再確認しましたね」とも語っている。
KYONOは本作の総括として、「いままでで最高のアルバムかな」、「やり残した部分は完全にないですね」と述べている。
MOTOKATSU（宮上元克）は本作のレコーディングに関して、「自分達のスタジオでやったから、すごい充実してたな。あと、自分達もコンピュータで個人個人家で作業してたりして、俺はそれがすごい精神的に楽だった」と語っている。

## 音楽性
本作に関して、TAKESHI（上田剛士）は「その時の自分達をちゃんと出せたアルバム」、「影響受けたことが言葉にもなった」、「ある人に『ここ何年かでマッドが築いてきたスピーディでスポーティでグルーヴィな音と、自分達が日常で抱えている憂鬱を合わせた、今のマッドのメッセージ・アルバム』って言われたんだけど、そういう感じ」と語っている。
本作のタイトルに関してKYONOは「コンピュータのシステム同士が、矛盾から衝突して、最終的には動かなくなっちゃうことを指す用語」であるとし、「地球全体がコンフリクト（矛盾、衝突）してるイメージも感じていた」と語っている。また、アルバム全体の表現に関して「感情、怒り、楽しさ、安らぎとかいろんな感情が入ってる」事や、本作では歌詞カードに日本語訳を付属させた事など、メッセージ性が強くなっている事や、歌詞を理解する事でより音の理解が深まる事を期待したとも語っている。
音楽情報サイト『TOWER RECORDS ONLINE』においてライターの土屋恵介は、総合的に「歌詞もサウンドも、これまでにも増してダイレクトに伝わってくる作品に仕上がった」と述べ、同バンドの特徴である生演奏とミュージックシーケンサーとの同期に関しては「ますます強靭なものとなり、疾走感とハードさはより研ぎ澄まされた」、先行シングルとなった「SCARY」などキャッチーな曲に関して「これまで以上にサウンドと絶妙なマッチングを聴かせてくれる」と述べている。また歌詞に関しては社会的な事やプライベートな事も含めてシンプルな言葉でまとめられていると指摘し、「2年と8か月の間に、彼らが身をもって経験した出来事が強く反映されたようだ」と述べている。

## リリース
日本では2004年3月31日にビクターエンタテインメントのSPEEDSTAR RECORDSレーベルより、CCCDにてリリースされた。初回限定盤はデジパック仕様となっている。
イギリスでは2004年10月25日に、ボーナストラック2曲とCD EXTRAとして「W.O.R.L.D」のPVが収録されてリリースされた。
日本では2005年3月16日に限定生産盤としてLPでリリースされた他、2007年12月19日に通常のCDとして再リリースされた。

## プロモーション
本作収録曲の内、「SCARY -Delete streamin' freq. from fear side-」、「W.O.R.L.D」、「HAPPY RIDE」の3曲のPVが製作された。これらのPVは後に『1997-2004 VIDEO』（2005年）に収録された。

## ツアー
本作リリース後の5月7日名古屋ダイアモンドホールを皮切りに、7都市全11公演におよぶライブツアー「CiSTm K0nFLiqT... TOUR」が開催された。
本来であれば4月18日にZepp SENDAI、4月24日にZepp SAPPOROにてライブが開催される予定であったが、両日ともに中止となりそれぞれ6月1日、6月8日に延期された。

## 批評
| 専門評論家によるレビュー | 専門評論家によるレビュー |
| レビュー・スコア         | レビュー・スコア         |
| 出典                     | 評価                     |
| ------------------------ | ------------------------ |
| ケラング!                | [ 4 ]                    |
| CDジャーナル             | 肯定的                   |
| TOWER RECORDS ONLINE     | 肯定的                   |

- 日本国外では、イギリスのロック専門誌である『ケラング!』にて4点（満5点）を獲得した[4]。
- 音楽情報サイト『CDジャーナル』では、同バンドの特色である生演奏とミュージックシーケンサーとの同期について、「融合ではなく、せめぎ合いをしているかのような肉体と機械のぶつかり合いから生まれる至高のデジタル・ハードコア」と絶賛し、「彼らがどんなにデジタル色を強めても、ライヴ感あふれる血の通ったタイトなリズム・セクションさえあればそれは、“マッド”の音なのだ」、「怒涛のパワーとテンションは健在」と同バンドの本質について肯定的な評価を下している[5]。

- 音楽情報サイト『TOWER RECORDS ONLINE』では、欧米への進出により進化した音について触れ、「世界の最前線で鍛え上げられ、進化を遂げたデジタル・ビートはかつてない肉体性と強靭な音の響きを獲得した」、「圧倒的な覚醒感、テクノの手法も採り入れつつ、さらにスピードを増す重爆音」と音響面や表現の幅広さに言及し絶賛した他、「先行シングル“SCARY”にも顕著だったように、世界の病巣を宣告する大傑作」とメッセージ性に関しても絶賛した[6]。

## チャート成績
オリコンチャートでは最高位7位となった。
タワーレコードの「アルバム総合」部門において、渋谷で2位、新宿で4位、札幌で3位、名古屋で2位、大阪で1位、福岡で3位をそれぞれ獲得した。また、「ジャパニーズ ロック&ポップス アルバム」部門において、2004年3月29日付けで4位を獲得した後、4月5日付けで4位、4月12日付けで3位、4月19日付けで14位、4月26日付けで17位、5月10日付けで15位、6月7日付けで14位を獲得した。

## 収録曲
| 全編曲: THE MAD CAPSULE MARKETS。 |                                                   |                     |              |      |
| #                                 | タイトル                                          | 作詞                | 作曲         | 時間 |
| 1.                                | 「-start ID-」                                    |                     |              | 0:12 |
| 2.                                | 「RETALK」                                        | KYONO               | TAKESHI UEDA | 3:31 |
| 3.                                | 「Bomb Idea」                                     | KYONO、TAKESHI UEDA | TAKESHI UEDA | 2:21 |
| 4.                                | 「SCARY -Delete streamin' freq. from fear side-」 | TAKESHI UEDA        | TAKESHI UEDA | 3:58 |
| 5.                                | 「W.O.R.L.D」                                     | KYONO               | TAKESHI UEDA | 4:25 |
| 6.                                | 「クラッカー!!!」                                 | KYONO、TAKESHI UEDA | TAKESHI UEDA | 3:49 |
| 7.                                | 「Sunny Beach Rd.」                               | TAKESHI UEDA、KYONO | TAKESHI UEDA | 3:12 |

| #         | タイトル                               | 作詞                   | 作曲                | 時間  |
| --------- | -------------------------------------- | ---------------------- | ------------------- | ----- |
| 8.        | 「GRIM MONSTER」                       | KYONO                  | TAKESHI UEDA        | 3:21  |
| 9.        | 「LOUD UP!!」                          | KYONO、TAKESHI UEDA    | TAKESHI UEDA        | 2:45  |
| 10.       | 「She loves it -Explore the new day」  | KYONO、TAKESHI UEDA    | TAKESHI UEDA        | 3:38  |
| 11.       | 「LET IT RIP -Download from JOUJOUKA」 | TSUYOSHI SUZUKI、KYONO | JOUJOUKA            | 4:50  |
| 12.       | 「HAPPY RIDE」                         | KYONO                  | KYONO、TAKESHI UEDA | 3:11  |
| 13.       | 「CiSTm K0nFLiqT...」                  | KYONO、TAKESHI UEDA    | TAKESHI UEDA        | 4:13  |
| 合計時間: | 合計時間:                              | 合計時間:              | 合計時間:           | 43:25 |

| #   | タイトル          | 作詞         | 作曲         | 時間 |
| --- | ----------------- | ------------ | ------------ | ---- |
| 14. | 「PULSE (Live)」  | TAKESHI UEDA | TAKESHI UEDA | 3:23 |
| 15. | 「ISLAND (Live)」 | TAKESHI UEDA | TAKESHI UEDA | 5:15 |

## 曲解説
1. -start ID-
2. RETALK
3. Bomb Idea
4. SCARY -Delete streamin' freq. from fear side-
先行シングル曲。メンズビューティーンのCMに使われた（CMにはオダギリジョーが出演）。また総合格闘家五味隆典の入場曲としても使用されている。埼玉西武ライオンズの投手・岡本篤志がマウンドにあがるときのテーマ曲として使用。
5. W.O.R.L.D
6. クラッカー!!!
海外版では「(Japanese track)」というタイトルになっている。
7. Sunny Beach Rd.
Cメロ以外はTAKESHIがボーカルを担当している。
8. GRIM MONSTER
9. LOUD UP!!
10. She loves it -Explore the new day
11. LET IT RIP -Download from JOUJOUKA
  - JOUJOUKAの曲を、MADがアレンジしてカバーしたもの。
12. HAPPY RIDE
この曲のPVはメンバーやライブの裏側のスタッフ、観客達のオフショットが使用されており、「日本でのオフショット映像→海外でのオフショット映像→ライブ映像」の流れとなっている。このPVはDVD「1997-2004」で視聴することが可能。
13. CiSTm K0nFLiqT...
アルバムラストを飾るタイトル曲。当時はライブのラストで演奏されることが多かった。

### ボーナストラック（イギリス盤）
1. PULSE (Live)
2. ISLAND (Live)
2曲とも、2004年6月13日のZepp Tokyoでの音源となっている。

## スタッフ・クレジット

### THE MAD CAPSULE MARKETS
- KYONO - ボーカル
- TAKESHI UEDA - ベース、プログラミング、ボーカル
- MOTOKATSU MIYAGAMI - ドラムス

### 参加ミュージシャン
- TORU××× - ギター、バッキング・ボーカル（3,9,13曲目）
- 草間敬 (KURID INT'L) - プログラミング
- 野村祐人 - コーラス
- 山口祥行 - コーラス
- 冠徹弥（THE冠） - コーラス（4曲目）
- SAMMIE - ボイス（4曲目）
- よこたなおき - ウクレレ（7曲目）

### スタッフ
- KONI-YANG (KURID INT'L) - レコーディング・エンジニア、ミキシング・エンジニア
- 山崎和重 (FLAIR) - マスタリング・エンジニア
- やじまじゅんいち (DESTROYDER) - インストゥルメント・テク
- SAMMIE - イングリッシュ・アシスタント
- 横田直樹（スピードスター） - A&R
- 阿藤祐治 (DESTROYDER) - マネージメント
- 小野朗（スピードスター） - プロモーション・ヘッド
- 後藤聡（スピードスター） - プロモーション・ヘッド
- うちのめぐみ (DESTROYDER) - デスク
- 田中智子（スピードスター） - デスク
- つづきまき（スピードスター） - デスク
- いわほりまゆき (DESTROYDER) - マーチャンダイズ
- 田中義則 (DESTROYDER) - エグゼクティブ・プロデューサー
- 豊島直己（スピードスター） - エグゼクティブ・プロデューサー
- 高垣健（スピードスター） - エグゼクティブ・プロデューサー
- 土井宏明 (POSITRON) - ビジュアル・プランニング、アート・ディレクション
- 和田亨 (POSITRON) - デザイン
- YOSHI-LOW NISHI (POSITRON) - デザイン
- ナカシンジ - キャラクター・リデザイン、コンピュータグラフィックス
- 富岡克文（ビクターデザインセンター） - ビジュアル・コーディネーション

- JOUJOUKA - サンクス
- RYO IMAI - サンクス
- ロス・ワーノック、ニール・ワーノック (THE AGENCY) - サンクス
- ケラング! - サンクス
- クリス・ブラックウェル - サンクス
- ダニー・ペイン - サンクス
- ジェームス・ホワイティング - サンクス
- マイク・ヒーレー - サンクス
- わたなべゆき - サンクス
- 吉川英行 - サンクス
- こじまこういちろう - サンクス
- 山本顕平 - サンクス
- せきけんたろう - サンクス
- あらいゆきえ - サンクス
- 岡ナルエ - サンクス
- 長谷部晋也 - サンクス
- 克軍団 - サンクス
- シクス - サンクス
- ONEPITY - サンクス
- HIDING WITH GIRLS - サンクス
- BALZAC - サンクス
- レンチ - サンクス
- DJスタースクリーム - サンクス
- DELI - サンクス
- FENDER JAPAN.LTD - サンクス
- ディマジオ - サンクス
- オレンジカウンティードラム＆パーカッション - サンクス
- PAISTE - サンクス
- DW - サンクス
- プロマーク - サンクス
- モリダイラ楽器 - サンクス
- オーディオテクニカ - サンクス
- MIDIA - サンクス
- ESP - サンクス
- ヤマハ渋谷 - サンクス
- MOBSTYLES - サンクス
- UP STATE　-サンクス
- DIGITAL TRAP - サンクス
- FAR EYE - サンクス
- SLY&ROBBY - サンクス
- デビロック - サンクス
- GRAPPLE - サンクス
- KATIE - サンクス
- UNITE - サンクス
- HDF - サンクス
- MIGHTY - サンクス
- KAZUMI - サンクス
- CHINATSU - サンクス
- YUMIKO & KAREN - サンクス

## リリース履歴
| No. | 日付           | 国名     | レーベル                 | 規格 | 規格品番   | 最高順位 | 備考                         |
| --- | -------------- | -------- | ------------------------ | ---- | ---------- | -------- | ---------------------------- |
| 1   | 2004年3月31日  | 日本     | スピードスター・レコード | CCCD | VICL-61317 | 7位      | 初回限定盤のみデジパック仕様 |
| 2   | 2004年10月25日 | イギリス | Gut Records              | CD   | GUTCX33    | -        | ボーナストラック2曲収録      |
| 3   | 2005年3月16日  | 日本     | スピードスター・レコード | LP   | VIJL-60119 | -        | 限定生産品                   |
| 4   | 2007年12月19日 | 日本     | スピードスター・レコード | CD   | VICL-62710 | -        |                              |